# Haverá Sinais
"Haverá Sinais" é uma canção da dupla sertaneja brasileira Jorge & Mateus em parceria com a cantora Lauana Prado, lançada em 22 de fevereiro de 2024, sendo o segundo single do décimo segundo álbum ao vivo Check-In. É o terceiro feat em toda a carreira da dupla, depois de Marília Mendonça ("Me Ame Mais" - 2021) e Alexandre Peixe ("Não Sai da Minha Vida" - 2009).
A canção foi composta por De Ângelo, Felipe Kef e Thales Lessa, produzida por Dudu Borges, com videoclipe gravado no Studio VIP e dirigido por Breno Wallace.
"Haverá Sinais" obteve considerável sucesso comercial após seu lançamento, figurando no topo das paradas do Spotify Brasil, somando mais de 20 milhões de plays na plataforma.

## Antecedentes e divulgação
É o segundo single lançado com a produção de Dudu Borges, depois de anos sem trabalhar com a dupla. O último foi "Dói", lançado em agosto de 2023. No Spotify, a dupla possuía 10,4 milhões de ouvintes mensais enquanto Lauana estava com 9,9 milhões, principalmente por conta da releitura de "Escrito nas Estrelas", de seu último projeto Raiz Goiânia.
Antes do lançamento, os artistas trocavam "tweets" na rede social X (antigo Twitter) com trechos da música, dando indícios do futuro lançamento. O single foi lançado em 22 de fevereiro de 2024 em todas as plataformas digitais.

## Conteúdo e composição
A canção, composta por De Ângelo, Felipe Kef e Thales Lessa, fala sobre o processo de superação de um relacionamento. O título da canção, aliás, funciona como uma brincadeira com o meme "não direi nada, mas haverá sinais", atualmente em alta nas redes sociais. Com trechos como “cada foto minha que chega pra você / só mostra o que cê pode ver / cê acha mesmo, que eu só sei virar noite / virar copo, mal cê sabe que quem tá virando / nada pra mim é você / ninguém vai saber que eu te esqueci / mas haverá sinais”, a letra tem uma capacidade de gerar identificação no público.
Sobre o single, os artistas comentam: “Tem muito conceito do atual momento das redes sociais. O meme que virou conteúdo, e que vira um tema. ‘Há sinais’ pra tudo dar certo. Ter a Lauana com a gente nessa colaboração é muito especial e temos certeza que quem ouvir vai gostar e voltar para ouvir outras vezes.”

## Faixa e formatos
O single foi lançado em streaming nos serviços Spotify, Deezer, YouTube Music, Tidal e Amazon Music e para download digital no Apple Music, contendo somente a faixa.
| Streaming e download digital |                 |         |  |
| N.º                          | Título          | Duração |  |
| 1.                           | "Haverá Sinais" | 3:10    |  |

## Recepção

### Desempenho comercial
Em menos de uma semana de lançamento, o single estreou no Top 50 do Spotify Brasil. Atualmente, no YouTube, a canção já ultrapassou os 15 milhões de visualizações.

Em 31 de março de 2024, Lauana Prado apareceu nas redes sociais comemorando que "Haverá Sinais" chegou ao primeiro lugar nas paradas do Spotify Brasil e lembrou telefonema para a mãe para contar sobre gravação. A goiana agradeceu aos ouvintes e disse que a parceria inédita com os sertanejos é também uma realização pessoal, como fã.
Lauana: “'Haverá Sinais’ nunca foi só mais uma música pra mim. Foi a realização de um sonho lá da Mayara Lauana, que escutava esses ídolos todos os dias, muitas vezes como inspiração de onde queria chegar. Quando eu liguei pra minha mãe e falei pra ela adivinhar com quem eu iria gravar, e que eu estava realizando um sonho de menina, ela logo falou: ‘são aqueles meninos que você escutava sempre, né? Jorge e Mateus’”

### Desempenho nas paradas
| Tabela musical                       | Melhor posição |
| ------------------------------------ | -------------- |
| Billboard (Hot 100)                  | 1              |
| Spotify (Top Brazil)                 | 1              |
| Pro-Música Brasil (Top 50 Streaming) | 2              |
| Apple Music (Top Brazilian Songs)    | 11             |
| Crowley (Top 100 Brasil)             | 21             |

### Certificações
| País (Provedor)            | Certificação | Unidades/vendas certificadas |
| -------------------------- | ------------ | ---------------------------- |
| Brasil (Pro-Música Brasil) | Platina      | ±80 000                      |
| Brasil (Pro-Música Brasil) | Diamante     | ±300 000                     |